# Rimski ugovori (1924.)
Rimski ugovor, međunarodni ugovori potpisani 27. siječnja 1924. godine. Rimski ugovori su dva ugovora: 1) Pakt o prijateljstvu i srdačnoj suradnji i 2) Sporazum o Rijeci. Predstavljaju dogovor između Italije i Kraljevine SHS. Drugo potpisivanje bilo je 22. veljače 1924., kojim su van snage stavljeni pojedini dijelovi Rapallskog ugovora, zbog kojeg je 1920. godine bila stvorena Slobodna Država Rijeka, a ovim ugovorima ukinuta je riječka država i uspostavljena Kvarnerska provincija, što je uvod u pripajanje Rijeke Italiji. Potpisnici su sa strane Vlade Kraljevine SHS predsjednik Vlade Nikola Pašić i ministar vanjskih poslova Momčilo Ninčić, a sa strane Vlade Kraljevine Italije Benito Mussolini. Italiji je ovo bio veliki trofej. Talijanski kralj je u Rimu istog dana, 22. veljače 1924. izdao proglas: "Grad Rijeka i okolni teritorij pripadaju Italiji po ugovoru od 27. siječnja i bit će priključeni Kraljevini Italiji." 16. ožujka 1924. god. talijanski kralj Viktor Emanuel III. sa suprugom Jelenom Petrović Njegoš doplovio je u Rijeku kao trijumfator.
Prema ovom ugovoru iz 1924. godine, veći dio Slobodne Države Rijeka je anektirala Italija, dok su Delta, Gornja Drenova, Zamet i Srdoči anektirani Kraljevini SHS kao i grad Sušak koji je bio pod upravom saveznika Antante. Dogovorena je i zajednička lučka uprava za Porto Baroš. 

## Posljedice
Takvim ugovorom je omogućen brz razvoj Sušaka koji postaje glavna jugoslavenska luka, ali je dovela i do velike krize za stanovništvo Gornje Drenove. Zameta i Srdoča izolacijom od Rijeke kojoj gravitiraju i u kojoj su se tradicionalno zapošljavali. Gubljenje autonomije, koju je Rijeka imala od 1779., te stvaranje novih država dovodi do pada lučkog prometa (teretnog i putničkog), smanjenja investicija te se usporava razvoj grada baziran samo na nastavku tradicionalne industrijske proizvodnje. Takva stagnacija se bilježi i u smanjenom porastu broja stanovnika (od 50.000 iz 1911. na 55.000 1931. g.).